# Мананг (язык)
Мананг(также манангба, ньисанг, ньесанг, манангболт, манангбхолт, мананге, мананги, северный гурунг) — язык, на котором говорят 390 человек на севере Непала.
Порядок слов в предложении мананга — SOV.
Код мананга в ISO 639-3 — nmm.В мананге присутствует только 1 аффикс — -tʰa. У мананга есть один диалект —писанг.

## Фонология
Список согласных мананга: m, k, j, p, n, s, l, h, ŋ, ɲ, t̠ʃ, ʔ, ʃ, ɾ, t̪, ts, pʰ, kʰ, kʷ, ʈ, t̪ʰ, t̠ʃʰ, ʂ, ŋʷ, tsʰ, ʈʰ, mʷ, pʷ, kʰʷ, pʰʷ.

Список гласных мананга: i, ĩ, o, u, ũ, ʌ, a, ã, e, ẽ.

Список тонов мананга: резко повышающийся, резко понижающийся, средний, понижающийся, низкий.

## Классификация
Два источника, Etnologue.com и Glottolog.com классифицируют мананг по-разному.
Классификация согласно Etnologue.com и Verbix.com:
Сино-тибетские языки
Западные Тибето-бирманские языки
Западные Бодские языки
Языки гурунг-таманг
Гурунгские языки
Мананг
Классификация согласно Glottolog.com:
Сино-тибетские языки
Тибето-канаурские языки
Каике-гале-тамангийские языки
Тамангийские языки
Языки манангба-нар-пху
Мананг